# Albemarle
Albemarle és una població dels Estats Units i seu del comtat de Stanly a l'estat de Carolina del Nord. Segons el cens del 2000 tenia 15.680 habitants.

## Demografia
Segons el cens del 2000, Albemarle tenia 15.680 habitants, 6.291 habitatges i 4.158 famílies. La densitat de població era de 385,6 habitants per km².
Dels 6.291 habitatges en un 30,6% hi vivien nens de menys de 18 anys, en un 47,8% hi vivien parelles casades, en un 14,4% dones solteres, i en un 33,9% no eren unitats familiars. En el 30,4% dels habitatges hi vivien persones soles el 14,4% de les quals corresponia a persones de 65 anys o més que vivien soles. El nombre mitjà de persones vivint en cada habitatge era de 2,42 i el nombre mitjà de persones que vivien en cada família era de 3,02.
Per edats la població es repartia de la següent manera: un 26% tenia menys de 18 anys, un 8,4% entre 18 i 24, un 26,9% entre 25 i 44, un 21,3% de 45 a 60 i un 17,4% 65 anys o més.
L'edat mediana era de 37 anys. Per cada 100 dones de 18 o més anys hi havia 82,4 homes.
La renda mediana per habitatge era de 31.442 $ i la renda mediana per família de 41.729 $. Els homes tenien una renda mediana de 31.001 $ mentre que les dones 20.589 $. La renda per capita de la població era de 17.511 $. Entorn de l'11,8% de les famílies i el 15,7% de la població estaven per davall del llindar de pobresa.

## Poblacions més properes
El següent diagrama mostra les poblacions més properes.